# Copa Interamericana 1992
La Copa Interamericana 1992 fue la decimocuarta edición del torneo organizado entre Conmebol y Concacaf. Se jugó en dos partidos de ida y vuelta entre Colo-Colo de Chile (campeón de la Copa Libertadores 1991) y Puebla de México (campeón de la Copa de Campeones de la Concacaf 1991).

## Clubes clasificados
Se fueron decidiendo a lo largo de 1991 entre las dos máximas competiciones de las confederacíones del continente americano.
| Conmebol (Sudamérica)                       |  | Colo-Colo |  | Campeón de la Copa Libertadores (1991)             |
| Concacaf (Norte, Centroamérica y el Caribe) |  | Puebla    |  | Campeón de Copa de Campeones de la Concacaf (1991) |

## Partidos

### Partido de ida
| 9 de septiembre de 1992 | Puebla        | 1:4 (0:1) | Colo-Colo                                        | Estadio Olímpico, Villahermosa                         |                                                        |
|                         | S. Olindo 76' |           | M. Barticciotto 28', 61', 66' · H. Adomaitis 80' | Asistencia: 8.000 espectadores Árbitro(s): Berny Ulloa | Asistencia: 8.000 espectadores Árbitro(s): Berny Ulloa |

|    | POR | Pablo Larios        |     |
|    | DEF | Sigifredo Mercado   |     |
|    | DEF | Miguel Ángel Torres |     |
|    | DEF | Aurelio Rivera      |     |
|    | DEF | Gerardo González    |     |
|    | MED | Silmar Olindo       |     |
|    | MED | Jaime Ordiales      |     |
|    | MED | Silviano Delgado    | 17' |
|    | MED | Jorge Rosal         |     |
|    | DEL | Francisco Rotllán   |     |
|    | DEL | Carlos Dioney       |     |
| DT | DT  | Manuel Lapuente     |     |

|    | POR | Daniel Morón         |     |
|    | DEF | Gabriel Mendoza      |     |
|    | DEF | Alejandro Hisis      |     |
|    | DEF | Eduardo Vilches      |     |
|    | DEF | Javier Margas        |     |
|    | MED | Jaime Pizarro        | 59' |
|    | MED | George Biehl         |     |
|    | MED | Miguel Ramírez       |     |
|    | MED | Héctor Adomaitis     |     |
|    | DEL | Marcelo Barticciotto | 72' |
|    | DEL | Hugo Rubio           |     |
| DT | DT  | Mirko Jozić          |     |

|  | MED | Milton Nunhez | 17' |

|  | MED | Mario Rebollo       | 59' |
|  | DEL | Agustín Salvatierra | 72' |

|  | 76' | Silmar Olindo |

|  | 28' | Marcelo Barticciotto |
|  | 61' | Marcelo Barticciotto |
|  | 66' | Marcelo Barticciotto |
|  | 80' | Héctor Adomaitis     |

|    | POR | Pablo Larios        |     |
|    | DEF | Sigifredo Mercado   |     |
|    | DEF | Miguel Ángel Torres |     |
|    | DEF | Aurelio Rivera      |     |
|    | DEF | Gerardo González    |     |
|    | MED | Silmar Olindo       |     |
|    | MED | Jaime Ordiales      |     |
|    | MED | Silviano Delgado    | 17' |
|    | MED | Jorge Rosal         |     |
|    | DEL | Francisco Rotllán   |     |
|    | DEL | Carlos Dioney       |     |
| DT | DT  | Manuel Lapuente     |     |

|    | POR | Daniel Morón         |     |
|    | DEF | Gabriel Mendoza      |     |
|    | DEF | Alejandro Hisis      |     |
|    | DEF | Eduardo Vilches      |     |
|    | DEF | Javier Margas        |     |
|    | MED | Jaime Pizarro        | 59' |
|    | MED | George Biehl         |     |
|    | MED | Miguel Ramírez       |     |
|    | MED | Héctor Adomaitis     |     |
|    | DEL | Marcelo Barticciotto | 72' |
|    | DEL | Hugo Rubio           |     |
| DT | DT  | Mirko Jozić          |     |

|  | MED | Milton Nunhez | 17' |

|  | MED | Mario Rebollo       | 59' |
|  | DEL | Agustín Salvatierra | 72' |

|  | 76' | Silmar Olindo |

|  | 28' | Marcelo Barticciotto |
|  | 61' | Marcelo Barticciotto |
|  | 66' | Marcelo Barticciotto |
|  | 80' | Héctor Adomaitis     |

### Partido de vuelta
| 23 de septiembre de 1992                                                              | Colo-Colo                                               | 3:1 (1:0) | Puebla         | Estadio Monumental, Santiago de Chile                          |                                                                |
|                                                                                       | H. Rubio 38' · G. Mendoza 65' · H. Adomaitis 74' (pen.) |           | F. Rotllán 69' | Asistencia: 52.155 espectadores Árbitro(s): Francisco Lamolina | Asistencia: 52.155 espectadores Árbitro(s): Francisco Lamolina |
| G. González, Silmar (Puebla) y Vilches (Colo Colo) fueron expulsados en el minuto 81. |                                                         |           |                |                                                                |                                                                |

|    | POR | Daniel Morón         |     |
|    | DEF | Alejandro Hisis      |     |
|    | DEF | Miguel Ramírez       |     |
|    | DEF | Javier Margas        |     |
|    | DEF | Gabriel Mendoza      |     |
|    | MED | Eduardo Vilches      |     |
|    | MED | Jaime Pizarro        |     |
|    | MED | Claudio Borghi       | 67' |
|    | MED | Héctor Adomaitis     |     |
|    | DEL | Marcelo Barticciotto |     |
|    | DEL | Hugo Rubio           | 67' |
| DT | DT  | Mirko Jozić          |     |

|    | POR | Pablo Larios      |     |
|    | DEF | Aurelio Rivera    |     |
|    | DEF | Gerardo González  |     |
|    | DEF | Antonio Gutiérrez |     |
|    | DEF | Silviano Delgado  |     |
|    | MED | Francisco Rotllán |     |
|    | MED | Milton Nunhez     | 46' |
|    | MED | Sergio Lira       |     |
|    | MED | Jaime Ordiales    |     |
|    | DEL | Sigifredo Mercado |     |
|    | DEL | Arturo Álvarez    | 51' |
| DT | DT  | Manuel Lapuente   |     |

|  | MED | Lizardo Garrido | 67' |
|  | DEL | Aníbal González | 67' |

|  | MED | Silmar Olindo     | 46' |
|  | DEL | Paulo César Silva | 51' |

|       | 38' | Hugo Rubio       |
|       | 65' | Gabriel Mendoza  |
| Penal | 74' | Héctor Adomaitis |

|  | 69' | Francisco Rotllán |

| Expulsado | 81' | Eduardo Vilches |

| Expulsado | 81' | Gerardo González |
| Expulsado | 81' | Silmar Olindo    |

|    | POR | Daniel Morón         |     |
|    | DEF | Alejandro Hisis      |     |
|    | DEF | Miguel Ramírez       |     |
|    | DEF | Javier Margas        |     |
|    | DEF | Gabriel Mendoza      |     |
|    | MED | Eduardo Vilches      |     |
|    | MED | Jaime Pizarro        |     |
|    | MED | Claudio Borghi       | 67' |
|    | MED | Héctor Adomaitis     |     |
|    | DEL | Marcelo Barticciotto |     |
|    | DEL | Hugo Rubio           | 67' |
| DT | DT  | Mirko Jozić          |     |

|    | POR | Pablo Larios      |     |
|    | DEF | Aurelio Rivera    |     |
|    | DEF | Gerardo González  |     |
|    | DEF | Antonio Gutiérrez |     |
|    | DEF | Silviano Delgado  |     |
|    | MED | Francisco Rotllán |     |
|    | MED | Milton Nunhez     | 46' |
|    | MED | Sergio Lira       |     |
|    | MED | Jaime Ordiales    |     |
|    | DEL | Sigifredo Mercado |     |
|    | DEL | Arturo Álvarez    | 51' |
| DT | DT  | Manuel Lapuente   |     |

|  | MED | Lizardo Garrido | 67' |
|  | DEL | Aníbal González | 67' |

|  | MED | Silmar Olindo     | 46' |
|  | DEL | Paulo César Silva | 51' |

|       | 38' | Hugo Rubio       |
|       | 65' | Gabriel Mendoza  |
| Penal | 74' | Héctor Adomaitis |

|  | 69' | Francisco Rotllán |

| Expulsado | 81' | Eduardo Vilches |

| Expulsado | 81' | Gerardo González |
| Expulsado | 81' | Silmar Olindo    |

| Bandera de Chile              |
| Campeón Colo Colo 1.er título |